# (12621) Alsufi
(12621) Alsufi ist ein Asteroid des äußeren Hauptgürtels, der am 24. September 1960 von dem niederländischen Astronomenehepaar Cornelis Johannes van Houten und Ingrid van Houten-Groeneveld entdeckt wurde. Die Entdeckung geschah im Rahmen des Palomar-Leiden-Surveys, bei dem von Tom Gehrels mit dem 120-cm-Oschin-Schmidt-Teleskop des Palomar-Observatoriums aufgenommene Feldplatten an der Universität Leiden durchmustert wurden.
Der Asteroid wurde am 22. Januar 2008 nach dem persischen Astronomen Abd ar-Rahman as-Sufi (* 903; † 986) benannt, dessen um 964 fertiggestellter Sternenatlas eine Verknüpfung aus Claudius Ptolemäus’ Almagest, arabischer Überlieferung und eigenen Beobachtungen darstellt. Darin erwähnt er sowohl die Große Magellansche Wolke als auch den Andromedanebel, der erst nach der Erfindung des Fernrohres 1612 durch Simon Marius wiederentdeckt wurde.